# 피에르 브라쇠르
피에르 브라쇠르(Pierre Brasseur, 1905년 12월 22일 ~ 1972년 8월 16일)는 프랑스의 배우다.
압도적인 풍모와 정열적인 연기로 근래 큰 연극을 담당할 수 있는 오직 한 사람의 배우였다. 사르트르의 신뢰를 얻어 그의 대부분의 작품에 출연하였고, 아누이나 몽테를랑에서도 성공하였다.

## 출연 작품
- 바로코 (1976)
- 새들은 페루에 가서 죽다 (1968)
- 몬테크리스토의 함정 (1968)
- 어 뉴 월드 (1966)
- 왕이 된 사나이 (1966)
- 멋진 인생 (1965)
- 르 바토 데밀 (1962)
- 거짓과 진실 (1962)
- 스포트라이트 온 어 머더러 (1961)
- 칼 타고 (1960)
- 얼굴없는 눈 (1960)
- 내일의 연인들 (1959)
- 라 테테 콘트레 레즈 머스 (1959)
- 명문가 슈들레 (1958)
- 릴라의 문 (1957)
- 나폴레옹 (1955)
- 쾌락 (1952)
- 베로나의 연인들 (1949)
- 야간문 (1946)
- 천국의 아이들 (1945)
- 여름의 빛 (1943)
- 안개 낀 부두 (1938)